# Caverna de Crusoe
A Caverna de Crusoe é uma caverna do mar em Crown Point, na ilha de Tobago em Trinidad e Tobago . A caverna é nomeada para o personagem principal titular do romance de 1719 Robinson Crusoe pelo escritor inglês Daniel Defoe . No romance, Crusoé naufraga em uma ilha sem nome descrita como estando à vista de Trinidad ; acredita-se por alguns que a ilha de Crusoé foi baseada em Tobago. A caverna foi referida por este nome já em 1890.
A gruta pode ser visitada a pé. Ele se enche de água durante a maré alta e, portanto, a ,melhor vista é durante a maré baixa. Existem alguns fósseis encontrados no calcário da caverna. A terra onde a caverna fica é de propriedade privada, mas geralmente pode ser acessada por uma taxa nominal.